# Springdale (Washington)
Springdale es un pueblo ubicado en el condado de Stevens en el estado estadounidense de Washington. En el año 2000 tenía una población de 283 habitantes y una densidad poblacional de 108,0 personas por km².

## Geografía
Springdale se encuentra ubicada en las coordenadas 48°3′26″N 117°44′37″O / 48.05722, -117.74361.

## Demografía
Según la Oficina del Censo en 2000 los ingresos medios por hogar en la localidad eran de $28.333, y los ingresos medios por familia eran $27.188. Los hombres tenían unos ingresos medios de $31.875 frente a los $16.563 para las mujeres. La renta per cápita para la localidad era de $10.412. Alrededor del 34,1% de la población estaban por debajo del umbral de pobreza.